# Lưu huỳnh tetrachloride
Lưu huỳnh tetrachloride là một hợp chất vô cơ với công thức hóa học SCl4. Nó thường thu được dưới dạng một chất rắn màu vàng nhạt không ổn định. SF4, tương ứng là một chất phản ứng ổn định, hữu ích hơn.

## Điều chế và cấu trúc
Lưu huỳnh tetrachloride thu được bằng cách xử lý lưu huỳnh đichloride với clo ở 193 K:

| {\displaystyle {\ce {SCl2{}+Cl2->[{\ce {193~K}}]SCl4}}} | \| \| \| \| \| \| \| \| | (1) |
|                                                         |                         |     |
|                                                         |                         |     |
Lưu huỳnh tetrachloride nóng chảy cùng với sự phân hủy ở trên -20 ℃. Cấu trúc rắn của nó là không chắc chắn. 
Lưu huỳnh tetrachloride có thể có dạng SCl3+Cl−, vì muối liên quan được biết đến có dạng liên kết anion không phối hợp. Trái ngược với tetrachloride này, SF4 là một phân tử trung hòa.

## Phản ứng
Lưu huỳnh tetrachloride phân hủy trên -30 ℃ (243 K) thành lưu huỳnh đichloride và clo.

| {\displaystyle {\ce {SCl4->[{\ce {-15~^{\circ }C}}]SCl2{}+Cl2}}} | \| \| \| \| \| \| \| \| | (2) |
|                                                                  |                         |     |
|                                                                  |                         |     |
Lưu huỳnh tetrachloride dễ dàng bị thủy phân:

| {\displaystyle {\ce {{SCl4}+ H2O -> {SOCl2}+ {2HCl}}}} | \| \| \| \| \| \| \| \| | (3) |
|                                                        |                         |     |
|                                                        |                         |     |
Lưu huỳnh tetrachloride phản ứng với nước, tạo ra hydro chloride và lưu huỳnh dioxide thông qua quá trình thủy phân. Thionyl chloride là một chất trung gian.

| {\displaystyle {\ce {SCl4 + 2H2O -> SO2 + 4HCl}}} | \| \| \| \| \| \| \| \| | (4) |
|                                                   |                         |     |
|                                                   |                         |     |
Lưu huỳnh tetrachloride còn bị oxy hóa bởi axit nitric:

| {\displaystyle {\ce {SCl4 + 2HNO3 + 2H2O -> H2SO4 + 2NO2 (^) + 4HCl}}} | \| \| \| \| \| \| \| \| | (5) |
|                                                                        |                         |     |
|                                                                        |                         |     |